# قصر الباشا
قصر الباشا (بالإنجليزية: Qasr al-Basha)‏ هو قصر يقع في البلدة القديمة (بحي الدرج) في مَدينة غزّة في فِلسطين ويُعدّ النموذج الوحيد للقصور المتبقّية في مدينة غزّة. تعود بُنية هذا القصر إلى العصر المملوكي في زمن الظاهر بيبرس (1260-1277م)، ويُستَدلّ على ذلك بشعار الظاهر بيبرس الموجود على مدخله الرئيس، وهو عبارة عن أسدين متقابلين، وقد كانَ يعتبر مقراً لنائب المدينة في العصرين المملوكي والعثماني، وهو الآن يستعمل متحفاً.

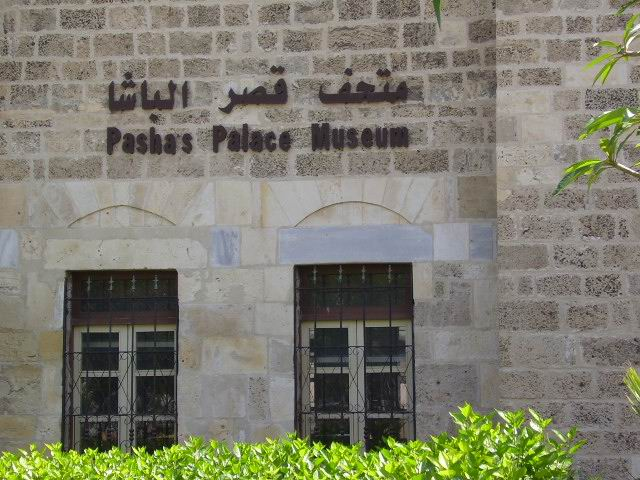
واجهة المتحف

## تسميته
أُطْلِقَ على القصر العديد من التسميات بحيث يدل بعضها على المراحل التّاريخيّة التي مرت به، منها:
- قصر النّائب في العهد المملوكي
- قصر آل رضوان في العهد العثماني
- دار السّعادة
- الدّار العظيمة
- الدّبوية (اثناء الحكم البريطاني عندما استخدم كمركز للشرطة)[4][5]

وعند قيام الحملة الصليبية، واقامة نابليون بونبارت في القصر لمدة ثلاثة أيام أطلق عليه العامة اسم (قلعة نابليون)، وفي زمن الإدارة المصرية كان القصر جزءاً من مباني مدرسة سُمّيت بمدرسة الأميرة فريال (بنت الملك فاروق) ثم تغّيرَ اسم المدرسة إلى مدرسة الزهراء الثانوية للبنات، وبعد ذلك اعتبرته وزارة السّياحة والآثار معلماً أثرياً يجب المحافظة عليه، وأطلقت عليه اسم قصر الباشا.

## تاريخه

### المماليك
بني الطّابق الأول من قصر الباشا في منتصف القرن الثالث عشر الميلادي، حيث أنّ السلطان المملوكي الظاهر بيبرس أمر الوالي جمال الدين أقوش ببناء القصر، ومن هنا استمرّ مقرّاً للحكم وإدارة غزّة، وقد أطلق عليه المماليك في الفترة (1260-1517) لقب «مقرّ نيابة غزّة»، وبعد انتهاء الحكم المملوكي حكم غزّة العثمانيون من المكان نفسه الذي بقي مقرّاً للحكم حتى الانتداب البريطاني.

### الانتداب البريطاني والإدارة المصرية
بعد تسليم قطاع غزّة إلى الإدارة المصرية عام 1948، وفي عهد الملك فاروق تمّ تحويل القصر إلى مدرسة سمّيت مدرسة الأميرة فريال، وبقي كذلك حتى قام الرئيس جمال عبد الناصر بتحويل اسم المدرسة إلى فاطمة الزهراء (ابنة الرسول صلّى الله عليه وسلم).

### السّلطة الوطنية الفلسطينية
بقي المكان على ما هو عليه حتى مجيء السّلطة الوطنية الفلسطينية التي قرّرت عام 1998 فصل المدرسة عن القصر حفاظاً على الآثار، وتم تحويله لمتحف حالياً من قبل وزارة السياحة والآثار.
وقد تم ترميم القصر اخر مرة عام 2005، ولكن إمكانية ترميمه من جديد لا تتوفر الآن مع استمرار الحصار على غزة.

## الوصف المعماري
يحمل القصر قيمة معماريّة هامّة، يعكس في بنائه فلسفة وطابع العمارة الإسلاميّة، فالحجارة التي بُني بها وكذلك الجدار والأقواس والعقود والأقبية المتقاطعة، والغلاف الخارجي والغرفة الدّاخلية كلها صمّمَت بشكل هندسي فريد.

### المتحف الحالي
يضمّ المتحف حالياً مئات القطع الأثرية، من فخّار، زجاج، أعمدة كورالثية، زينة نساء، وغيرها، وتعود تلك القطع إلى عدد من العصور، منها العصر اليوناني، الروماني، البيزنطي، والإسلامي بما يحتويه من العصر الأيوبي والأموي والمملوكي والعثماني.

### قصف القصر
قصفته قوات الاحتلال الإسرائيلي خلال طوفان الاقصى ودمرت أجزاء كبيرة منه.

## وصلات خارجية
- قصر الباشا من موقع الجزيرة